# Guilty Gear Isuka
Guilty Gear Isuka es el quinto juego de la serie Guilty Gear. El sistema de juego cambió drásticamente al incorporar el modo de juego para cuatro personas. También introdujo un nuevo personaje dentro de la saga; A.B.A, que más tarde aparecería en Guilty Gear XX Slash y Guilty Gear XX Accent Core. En este juego no existen los límites de rondas, y conforme se va avanzando a lo largo del juego, el nivel aumenta.

## Personajes
- Sol Badguy
- Ky Kiske
- Millia Rage
- Chipp Zanuff
- May
- Faust
- Axl Low
- Baiken
- Potemkin
- Jam Kuradoberi
- Anji Mito
- Johnny
- Zato /Eddie
- Testament
- Dizzy
- Slayer
- Zappa
- Bridget
- I-no
- Robo-Ky
- Leopaldon

Solo consola
- A.B.A
- Robo-Ky Mk II
- Zako-Dan

## Sistema de juego
Con el lema "It’s not Evolution, it’s Revolution!" (No es Evolución, es Revolución!). Guilty Gear Isuka es el primer juego en la saga de Guilty Gear en cambiar su modo de juego permitiendo participar hasta cuatro jugadores simultáneamente. Las peleas se llevan a cabo en dos planos (muy al estilo de Fatal Fury) y cada personaje tiene movimientos nuevos que le permiten atacar en el nuevo entorno del juego.
- Turning: Debido a que ahora se debe enfrentar a múltiples enemigos. El cambio de dirección de personaje se debe de hacer manualmente con el botón Furimuki.

- Line Blow: Este golpe permite mandar al oponente al siguiente plano del escenario.

- Line Atack: Este movimiento permite atacar mientras cambias de plano.

- Back Atack: Este golpe permite atacar a cualquier enemigo que esté a la espalda de uno sin necesidad de cambiar de dirección.

En adición a esto, los jugadores pueden elegir jugar en equipos de 1 vs. 2, 2 vs. 2, 1 vs. 3 o todos contra todos. 
El juego se desarrolla en una especie de Survival Mode, en el cual se ganan niveles mediante los combos que se realizan. Cada 20 niveles peleas en contra de dos personajes controlados por el CPU, los cuales jugaran en equipo. El juego concluye al alcanzar el nivel 100 donde enfrenarás al jefe final Leopaldon. "Isuka" no tiene historia, por lo cual es considerado un 'Dream Match'.

## Versión Consola
Para la versión casera de Guilty Gear Isuka (Playstation 2, Xbox, PC) se le añadieron un considerable número de extras al juego. En primer lugar y más notable fue la adición de un personaje totalmente nuevo, A.B.A una extraña chica cubierta de vendajes ensangrentados y que pelea con una llave gigante. También se le añadió una nueva versión de Robo-Ky llamado Robo-Ky MK II, un personaje editable al cual se le puede equipar con movimientos del reto de los personajes vía Factory Mode, lugar donde puedes ir comprando los movimientos mediante puntos que obtienes al jugar. Otro gran extra fue el Modo GG Boost, un modo de juego de aventura del tipo Final Fight en el cual debes llevar a tu personaje a lo largo de cinco niveles en los que te enfrentas a un grupo de enemigos llamados Zako. Al final de cada nivel uno se enfrenta a una versión de Robo-Ky MK II y al final del juego se pelea contra Kakusei Ky y Kakusei Sol (las cuales son las versiones más poderosas de cada personajes). Para finalizar, también se le incluyó un modo de edición de colores en donde se puede cambiar el color del personaje a gusto del jugador.

## Controversia
Mucha controversia se generó en torno a este título debido a que muchos fanes no quedaron satisfechos con el modo de juego, en especial muchos no vieron con buenos ojos el hecho de que se requería de un botón para que el personaje volteara hacia la otra dirección, dando como resultado que muchos jugadores se confundieran y les resultaba molesto, mientras que a otros les parecía totalmente normal. Además de que el juego goza de un alto nivel de dificultad, en especial en los niveles más avanzados y cuando se enfrenta un jugador en contra de dos enemigos. Otro punto de queja fue de que al momento de haber cuatro jugadores en pantalla en muchas ocasiones los jugadores que peleaban en el plano de enfrente no dejaban ver a los que peleaban en el plano de atrás, lo que provocaba mucha confusión. Los gráficos también sufrieron, pues algunos sprites y efectos secundarios fueron reducidos a baja resolución haciendo que lucieran pixeleados.

## Música
La música sigue con el estilo de las entregas anteriores. Temas completamente nuevos compuestos por Daisuke Ishiwatari, entre los que destacan "The Irony Of Chaste", "Push the Bush", "Kill DOG As A Sacrifice To DOG", "Riches In Me" y "Sheep Will Sleep (,if you become fatigued)". Se crearon algunos temas que no fueron utilizados dentro del juego, más que nada tracks creados para pantallas de opciones y la interfaz del juego. Esos tracks fueron incluidos en la Banda Sonora Original del juego. Para la versión de sobremesa del juego se compusieron nuevos temas para el Modo GG Boost, entre los cuales destaca "Fill De Vent" y "Rift in the Clouds" así como el tema de A.B.A "Quicksilver". Para el tema de Robo-Ky se reutilizó su tema de Guilty Gear XX; "Holy Orders?". Los temas compuestos para la versión de sobremesa fueron lanzados como Bonus Tracks dentro de los tres Drama CD de Guilty Gear XX Night Of Knives. La banda sonora de "Isuka" es un descanso de la banda sonora de Guilty Gear XX que, aunque genial, lo han estado reutilizando desde Guilty Gear XX hasta Guilty Gear XX Accent Core.